# Ernesto Balmaceda Bello
Ernesto Balmaceda Bello (Santiago de Xile, 27 de febrer de 1887 – Regió de Brussel·les-Capital, 24 de febrer de 1906) va ser un diplomàtic xilè d'ascendència basca, assassinat a Bèlgica en un crim d'honor mediàtic.

## Vida primerenca
Fill del diplomàtic i ex ministre d'interior José Rafael Balmaceda i de la peruana Ana Bello Codesido, va néixer a la capital xilena al final del segle xix. Era, a més a més, besnet del polític i lletraferit veneçolà Andrés Bello, i nebot del president d'aleshores, José Manuel Balmaceda.
Una vegada va superar la secundària, va unir-se al Servei Exterior de Xile i el 1905 va ser designat secretari del consolat xilè de Brussel·les.

## Assassinat

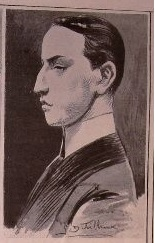
Carlos Waddington durant el judici del 1907.

El seu superior immediat al dit consolat era el chargé d'affaires Don Luis Waddington, que tenia dos fills: l'Adelaida i en Carlos. En arribar-hi, Balmaceda va començar a cortejar l'Adelaida, i poc després la família d'ella es va assabentar que la parella ja havia mantingut relacions sexuals. Llavors van exigir-li a Balmaceda, de 19 anys, que s'hi comprometés i redrecés «el mal que li havia fet» a l'Adelaida. Ell va admetre l'error que havia comès i va acceptar la petició.
Tanmateix, no volia contraure matrimoni, amb la qual cosa no va trigar a escriure a la seva família per a que aconseguissin transferir-lo a una altra ambaixada. Els contactes que tenien van possibilitar el seu trasllat als Estats Units d'Amèrica, però la notícia va córrer abans que pogués anar-se-n'hi en avió. Quan el seu futur cunyat, en Carlos Waddington, de 16 anys, va començar a practicar tir als jardins de sota l'ambaixada, Balmaceda va entrar en pànic. Així, el 24 de febrer de 1906, el dia que el seu compromís havia de ser anunciat públicament a un banquet a l'ambaixada, es va amagar al seu allotjament amb el seu amic Javier Rengifo. En Carlos va visitar-lo i va reclamar-li que fos fidel a la seva paraula. Com que l'interpel·lat s'hi va negar, ell va disparar-lo tres vegades: una al cor, una altra al pit i una darrera al cap.
Després, l'assassí va fugir a l'ambaixada xilena i va argumentar a favor seu mitjançant la immunitat diplomàtica i l'extraterritorialitat. Però la seva conducta va fer tornar els belgues iracunds i aquests van envoltar l'ambaixada, decidits a capturar-lo. Els agents van haver de restringir-hi el pas amb un cordó policial per tal de prevenir que la multitud entrés il·lícitament a l'edifici i el linxés. El 2 de març, Xile va desistir va renunciar als seus drets i va ordenar que Waddington fos lliurat a la policia belga per a que fos jutjat adientment.
Quan va ser el cas, l'opinió pública havia mudat al bàndol de Waddington, i era vist com el venjador de l'honor de la seva germana. Després d'un judici breu, va ser absolt dels càrrecs el 6 de juliol de 1907.